# Epharmottomena eremophila
Epharmottomena eremophila là một loài bướm đêm thuộc họ Noctuidae. Nó được tìm thấy ở Maroc và phần phía tây của the Sahara, tới Sinai, Israel và Syria.
Mỗi năm loài này có thể có hai thế hệ. Con trưởng thành bay vào từ tháng 9 đến tháng 4.